# Club de Fútbol Barcelona 1959-1960

## Rosa
| N. |                      | Ruolo | Calciatore           |
| -- | -------------------- | ----- | -------------------- |
|    | Spagna (bandiera)    | P     | Antoni Ramallets     |
|    | Argentina (bandiera) | P     | Carlos Medrano       |
|    | Spagna (bandiera)    | P     | Juan Antonio Celdrán |
|    | Spagna (bandiera)    | D     | Sígfrid Gràcia       |
|    | Spagna (bandiera)    | D     | Rodri                |
|    | Spagna (bandiera)    | D     | Joan Segarra         |
|    | Spagna (bandiera)    | D     | Enric Gensana        |
|    | Spagna (bandiera)    | D     | Fernando Olivella    |
|    | Spagna (bandiera)    | D     | José Pinto Rosas     |
|    | Spagna (bandiera)    | D     | Isidre Flotats       |
|    | Spagna (bandiera)    | D     | Joaquín Brugué       |
|    | Spagna (bandiera)    | D     | Llorenç Rifé         |

| N. |                     | Ruolo | Calciatore               |
| -- | ------------------- | ----- | ------------------------ |
|    | Spagna (bandiera)   | C     | Luis Suárez              |
|    | Spagna (bandiera)   | C     | Martí Vergés             |
|    | Ungheria (bandiera) | A     | László Kubala            |
|    | Ungheria (bandiera) | A     | Sándor Kocsis            |
|    | Spagna (bandiera)   | C     | Enrique Ribelles Seró    |
|    | Spagna (bandiera)   | A     | Eulogio Martínez         |
|    | Brasile (bandiera)  | A     | Evaristo de Macedo       |
|    | Uruguay (bandiera)  | A     | Ramón Alberto Villaverde |
|    | Spagna (bandiera)   | A     | Justo Tejada             |
|    | Ungheria (bandiera) | A     | Zoltán Czibor            |
|    | Spagna (bandiera)   | A     | Lluís Coll               |
|    | Spagna (bandiera)   | A     | Suco                     |

### Staff tecnico
- Allenatore:  Helenio Herrera, poi  Enric Rabassa